# Interactieve televisie
Interactieve televisie (iTV) of interactieve digitale televisie (iDTV) is een televisietechniek waarbij interactie mogelijk is tussen de kijkers en de informatie die ze krijgen op het scherm, via de settopbox.
Voor interactieve televisie is een kabelaansluiting nodig. Dat kan coaxkabel, DSL of glasvezel zijn.
Daarnaast bestaat de mogelijkheid om bij de provider oude programma's en films uit een videotheek op te vragen.
Interactie kan zowel gebeuren met de producent van de programma's als met de uitzender van de programma's. Voorbeelden van interactieve televisie zijn: meedoen met een quiz, meestemmen met een wedstrijd, gericht kiezen voor een artikel bij een televisiereclame en vervolgens een proefmonster of proefrit bestellen of surfen op het internet via de televisie.

## Algemeen
Voor interactieve televisie is geen nieuw televisietoestel nodig. Met enkel een interactieve settopbox kan men interactief televisie kijken. Deze settopbox kan een ingebouwde harde schijf hebben maar vaker worden opnames in de cloud bewaard. Behalve de mogelijkheid programma's op te nemen zijn hiermee extra toepassingen mogelijk zoals bijvoorbeeld het huren van films en series of het gebruiken van applicaties zoals Netflix of YouTube, de zogenoemde over-the-top content. 
Sinds omstreeks 2015 is het gebruikelijk dat internetproviders naast het leveren van interactieve televisie via een settopbox ook het kijken via bijvoorbeeld een smartphone of computer gekeken kan worden. Hierbij wordt er veelal gebruik gemaakt van IPTV. 

## Vormen van interactiviteit
Er zijn twee soorten van interactiviteit, zoals hieronder besproken.

### Interactiviteit via de zender
De kijker kan bepalen welk programma hij wil ontvangen. Hierbij moet voor elke gebruiker een aparte datastream gemaakt worden, waardoor een grote bandbreedte nodig is. De verbinding tussen de provider en de abonnee heeft echter, vergeleken bij een normale televisieaansluiting, een lage bandbreedte, want alleen het gevraagde programma wordt naar de abonnee gestuurd. Een voorbeeld is het opvragen van een gemist programma (video on demand).

### Interactiviteit via de programmamaker
Hiermee kan de kijker informatie terugsturen naar de programmamaker. Dit kan handig zijn voor stemmingen of opiniepeilingen. Hiervoor is wel een retourpad nodig.

## Vergelijking tussen analoge televisie en interactieve digitale televisie (iDTV)
|                                   | Conventionele televisie                                                                                | Digitale interactieve televisie |
| --------------------------------- | --- | --- |
| Medium                            | vaste aansluiting of draadloos                                                                         | vaste aansluiting (bijvoorbeeld DVB-C en IPTV) of draadloos (bijvoorbeeld IPTV) |
| Selectie                          | Een heel pakket zenders komt bij het ontvangtoestel binnen en het toestel kiest een van de zenders uit | De provider levert de zender die door de abonnee wordt gevraagd |
| Bandbreedte van de aansluiting    | Groot, het volledige zenderaanbod wordt doorgegeven                                                    | Afhankelijk van type. Bij IPTV gering, alleen de gevraagde zender wordt doorgegeven door het gebruik van multicast, bij DVB groot, hier wordt het volledige zenderaanbod doorgegeven |
| Zenderaanbod                      | Beperkt door de bandbreedte                                                                            | technisch onbeperkt |
| Aantal toestellen per aansluiting | Onbeperkt                                                                                              | Afhankelijk van de haalbare bandbreedte op klantlocatie |
| Ontvangststatistiek               | De provider weet niet waarop de abonnee heeft afgestemd                                                | De provider kan weten waarop de abonnee heeft afgestemd en dus kijkcijfers vaststellen en het zenderaanbod naar behoefte aanpassen                                                   |
| Feedback                          | stemmen per telefoon                                                                                   | stemmen via de kabel * × |
| Films op bestelling               | niet mogelijk, behalve door een video te huren in de videotheek                                        | een film kiezen uit de digitale bibliotheek en deze onmiddellijk bekijken * × |
| Video-opname                      | programma's tijdens de uitzending opnemen op video                                                     | programma's naderhand aanvragen * × |
|                                   | het programma opnemen van begin tot einde, door een meegestuurd signaal (PDC) *                        | een deel van een opgenomen programma missen als het tijdstip van de uitzending verandert                                                                                             |
| Timeshift                         | alleen mogelijk met eigen opnameapparatuur                                                             | de uitzending pauzeren als je even niet kunt kijken * × |
| Reclame                           | willekeurige reclame tijdens reclameblokken                                                            | reclame naar eigen voorkeur en mogelijkheid tot verkrijgen nadere informatie over advertenties *                                                                                     |
| hdtv                              | hdtv mogelijk (bijvoorbeeld via DVB-C of DVB-S) *                                                      | hdtv mogelijk * |

- * Mits door de provider aangeboden
- × De conventionele methode blijft mogelijk

## Interactie bij conventionele televisie
Ook bij de conventionele televisie is een geringe vorm van interactie mogelijk. Hierbij wordt de telefoon gebruikt. De abonnee kiest een telefoonnummer en hoort dat hij een zender en een teletekstpagina moet kiezen. Vervolgens kan hij met de toetsen van de telefoon gegevens aanvragen, waarna het resultaat op de teletekstpagina verschijnt.
Deze dienst was vooral populair toen het internet nog niet algemeen beschikbaar was.
De uitgezonden teletekstpagina's kunnen door iedereen ontvangen worden, maar in de praktijk alleen door iemand die toevallig op het juiste moment het juiste paginanummer kiest.
Tegenwoordig wordt bij deze vorm van interactie gebruikgemaakt van het internet. De kijker surft dan op zijn/haar computer, laptop, smartphone of tablet naar een internetadres dat tijdens een programma in beeld verschijnt en roept hiermee een "tweede scherm" op, waarmee hij/zij bv. live mee kan doen met een quiz of mee kan beoordelen en stemmen tijdens een talentenjacht.

## Aanbieders van interactieve televisie

### Vlaanderen
(in orde van grootte)
- Telenet: via de coaxkabel
- Proximus: via de telefoonlijn
- Mobistar; via de satelliet

### Nederland
(in orde van grootte)
- Ziggo: coaxkabel
- KPN: xDSL, glasvezel
- T-Mobile Nederland: xDSL, glasvezel
- Online.nl: xDSL, glasvezel
- Tele2: xDSL, glasvezel
- Cernet: xDSL,glasvezel
- TriNed Glasvezel: glasvezel
- Solocoo: samensmelting van televisie met internet
- Lijbrandt: Glasvezel
- Delta: coaxkabel (Beschikbaar vanaf eind 2013)